# Поляков, Дмитрий Евгеньевич
Дмитрий Евгеньевич Поляков (23 января 1985, Ковдор, Мурманская область) — российский хоккеист, защитник.

## Биография
В детстве в течение года занимался фигурным катанием, затем перешёл в хоккей. Заниматься в клубах Мурманской области — «Горняк» (Оленегорск) и «Авангард» (Полярный), а также в детско-юношеской команде «Ижорец» (Колпино). С начала 2000-х годов несколько лет выступал за молодёжную команду ярославского «Локомотива». Вызывался в юношескую (до 16 лет) сборную России. В 2005 году перешёл в «Липецк», игравший в высшей лиге (второй уровень российского хоккея), затем перешёл в клуб того же дивизиона — «Белгород».
В сезоне 2008/09 играл в КХЛ за «Витязь» (Чехов), провёл 16 матчей, в которых не набирал очков. В ходе сезона вернулся в Белгород, где выступал ещё несколько лет. Затем продолжал играть за клубы второго (позднее — ВХЛ) и третьего дивизионов России. Всего в первенствах России разного уровня сыграл более 730 матчей.
В конце карьеры в течение двух лет выступал в чемпионате Казахстана за «Темиртау» и «Алма-Ату».

## Личная жизнь
Родился в семье акушерки и инженера-электрика. Есть сестра, жена и дочь.